# Tradescantia crassula
Tradescantia crassula là một loài thực vật có hoa trong họ Commelinaceae. Loài này được Link & Otto miêu tả khoa học đầu tiên năm 1828.